# Campeonato de Apertura 1938
Campeonato de Apertura 1938 var den fjärde upplagan av den chilenska fotbollsturneringen Campeonato de Apertura. Turneringen bestod av åtta lag, alla från huvudstaden Santiago. Turneringen samordnades av Santiagos Fotbollsförbund och vanns av Colo-Colo.